# Ishtarporten

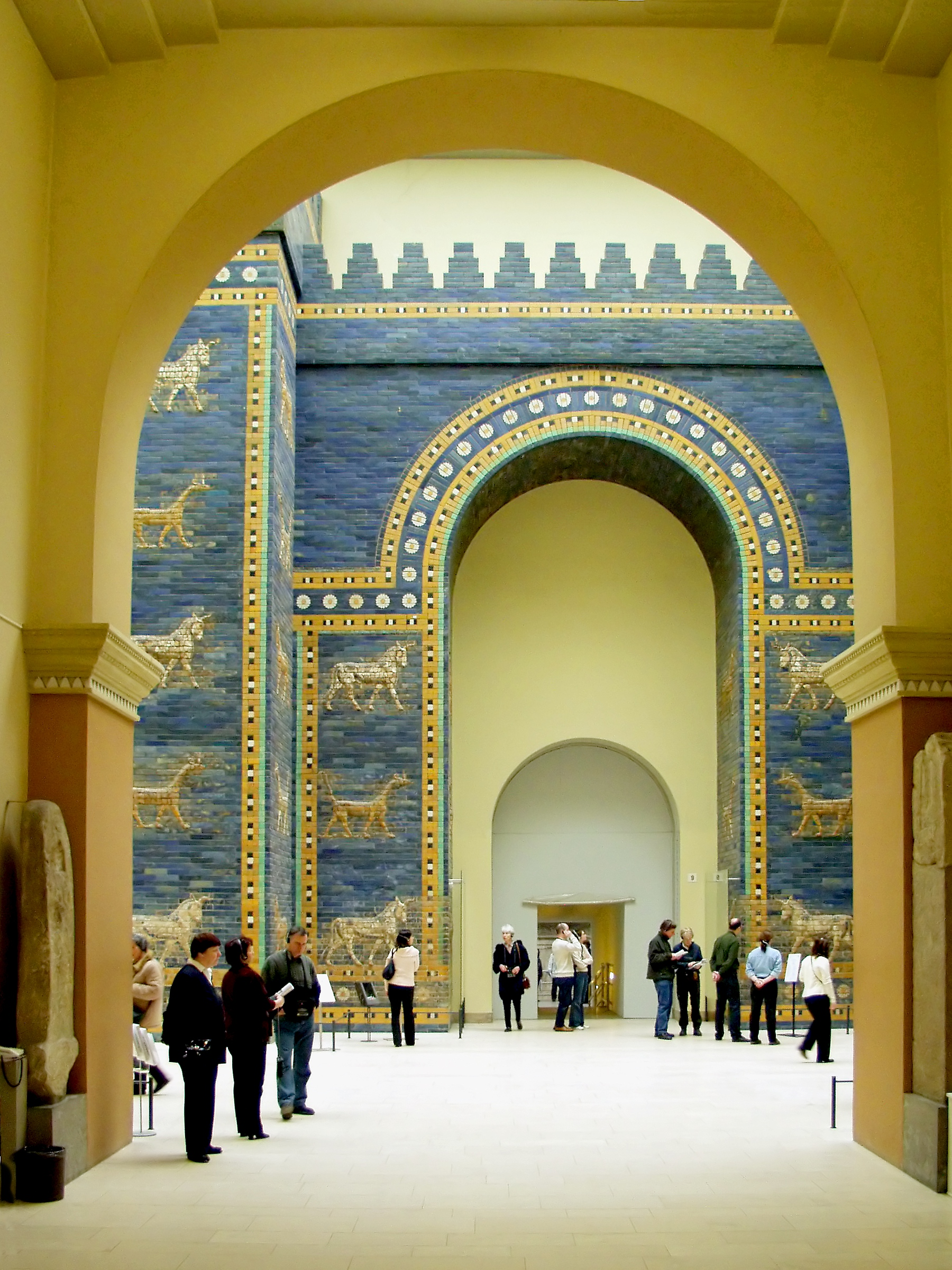
Den restaurerade Ishtarporten i Berlin.

Ishtarporten i Babylonien var entrén till den antika storstaden Babylon. Porten, en av åtta befästa stadsportar i Babylon, och processionsvägen byggdes av Nebukadnessar II, kung av det nybabyloniska riket 604–562 f.Kr.
Babylon var Babyloniens huvudstad och låg vid Eufrat i dagens Irak. Ishtarporten befinner sig i dag restaurerad till beskådan i museet för Främre Orienten i Pergamonmuseet i Berlin sedan 1930. Porten stod i slutet av en muromgärdad processionsväg som ursprungligen var mellan 20 och 24 meter bred, en längd om omkring 250 meter och belagd med sten och tegelsten. Denna väg användes på våren varje år för nyårsfestligheterna. Murarna liksom även porten i sig var klädda med huvudsakligen blå mosaik (bränt tegel) med inslag av djur gjorda av glaserat tegel i gula och bruna färger. Porten och Processionsvägen har rekonstruerats av de originalstenar som återfanns vid utgrävningarna i Babylon 1899–1914. Till och med hela fundamentet till porten har transporterats till Berlin.
Ishtarportens väggar är utsmyckade med bilder av lejon, tjurar och drakar vilka symboliserade Babylons gudomar. Lejonen är symboler för gudinnan Ishtar, himlens härskarinna, kärlekens gudinna och krigsmaktens beskyddarinna. Den ormliknande draken framställer Marduk (också kallad Bel) stadens och fruktbarhetens gud som skänkte evigt liv. De vilda tjurarna symboliserar väderguden Adad. Totalt 575 djur täckte utsidan av Ishtarporten och ytterligare 120 vita och gula lejon täckte murarna längs processionsvägen fram till porten.